# Ladislav Štípek

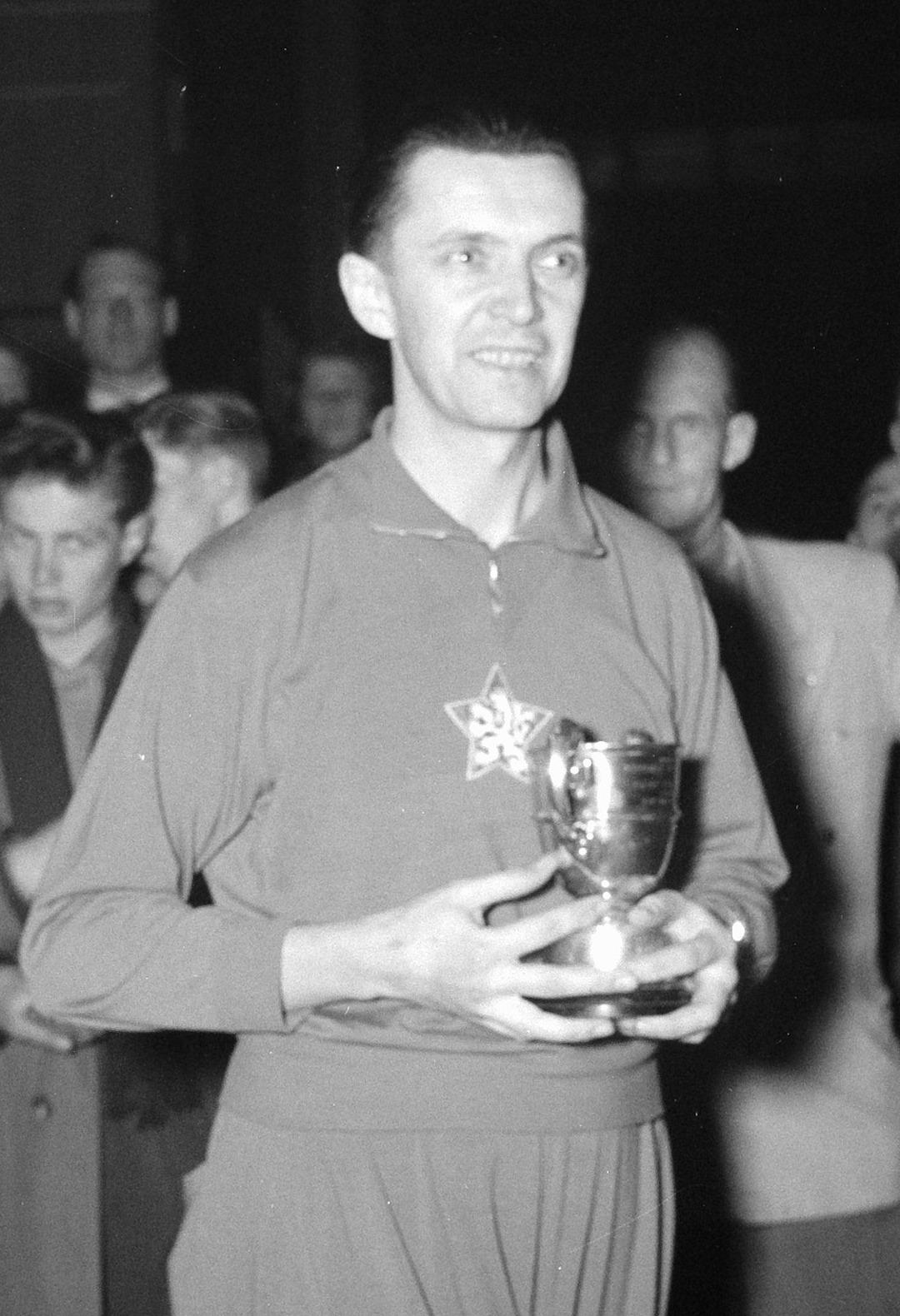
Ladislav Štípek (1955)

Ladislav Štípek (* 10. Juni 1923 in Prag; † 13. Februar 1998 in Barcelona) war ein tschechischer Tischtennisspieler. Erfolgreich war er vor allem im Doppel, wobei er dreimal Weltmeister und einmal Europameister wurde.

## Weltmeisterschaften
Zwischen 1947 und 1960 nahm Štípek an 12 Weltmeisterschaften teil, wobei er 19 Medaillen errang. Insgesamt dreimal gewann er den Titel im Doppel, nämlich 1948 mit Bohumil Váňa, 1955 mit Ivan Andreadis und 1957 wieder mit Ivan Andreadis. 1948 und 1951 holte er Gold mit der tschechischen Mannschaft. Silber im Doppel holte er 1949, 1956 und 1959. Dazu kommen vier Vizeweltmeisterschaften mit dem tschechischen Team.

## Europameisterschaften
Štípek wurde für die Europameisterschaft 1958 und 1960 nominiert. 1958 wurde er Europameister im Doppel mit Ludvík Vyhnanovský, mit der tschechischen Mannschaft erreichte er Platz zwei.

## Trainer
Nach Abschluss seiner aktiven Laufbahn, erzwungen durch eine Knieverletzung infolge eines Autounfalls, im Jahre 1960 arbeitete Štípek als Trainer in der Tschechoslowakei, in Peru (bis 1966) und ab 1977 als Cheftrainer der Nationalauswahl in Spanien. 1987 verweigerten ihm die tschechoslowakischen Behörden die zur Verlängerung seines Vertrages in Spanien erforderliche Auslandsaufenthaltsgenehmigung, so dass er emigrierte. Nach der Samtenen Revolution konnte Štípek im November 1989 wieder in sein Heimatland zurückkehren und besuchte Prag.

## Ehrung
Štípek, 1955 und 1957 nationaler CSSR-Meister, wurde 1991 der ITTF Merit Award verliehen, 1995 wurde er in die ITTF Hall of Fame aufgenommen. Im Jahre 2015 wurde er anlässlich der 90-Jahr-Feier des Tschechischen Tischtennisverbandes posthum in die Ruhmeshalle des tschechischen Tischtennis aufgenommen.
1955 wirkte Štípek neben Jiří Šrámek, Bohumil Váňa, Ludvík Vyhnanovský und Josef Posejpal in dem von Jiří Jahn gedrehten zweiteiligen Dokumentarfilm "Stolní tenis" mit.

## Turnierergebnisse
| Verband | Veranstaltung       | Jahr | Ort       | Land | Einzel        | Doppel        | Mixed         | Team |
| ------- | ------------------- | ---- | --------- | ---- | ------------- | ------------- | ------------- | ---- |
| TCH     | Europameisterschaft | 1960 | Zagreb    | YUG  |               |               | Viertelfinale |      |
| TCH     | Europameisterschaft | 1958 | Budapest  | HUN  | Viertelfinale | Gold          |               | 2    |
| TCH     | Weltmeisterschaft   | 1963 | Prag      | TCH  | keine Teiln.  | letzte 16     | keine Teiln.  |      |
| TCH     | Weltmeisterschaft   | 1959 | Dortmund  | FRG  | letzte 64     | Silber        | letzte 32     | 5    |
| TCH     | Weltmeisterschaft   | 1957 | Stockholm | SWE  | letzte 32     | Gold          | Viertelfinale | 3    |
| TCH     | Weltmeisterschaft   | 1956 | Tokio     | JPN  | letzte 64     | Silber        | letzte 32     | 2    |
| TCH     | Weltmeisterschaft   | 1955 | Utrecht   | NED  | letzte 32     | Gold          | Halbfinale    | 2    |
| TCH     | Weltmeisterschaft   | 1954 | Wembley   | ENG  | letzte 16     | Viertelfinale | Viertelfinale | 2    |
| TCH     | Weltmeisterschaft   | 1953 | Bukarest  | ROU  | Halbfinale    | letzte 16     | letzte 16     |      |
| TCH     | Weltmeisterschaft   | 1951 | Wien      | AUT  | letzte 32     | Halbfinale    | Viertelfinale | 1    |
| TCH     | Weltmeisterschaft   | 1950 | Budapest  | HUN  | letzte 16     | Halbfinale    | Halbfinale    |      |
| TCH     | Weltmeisterschaft   | 1949 | Stockholm | SWE  | letzte 64     | Silber        | letzte 32     | 2    |
| TCH     | Weltmeisterschaft   | 1948 | Wembley   | ENG  | letzte 16     | Gold          | Viertelfinale | 1    |
| TCH     | Weltmeisterschaft   | 1947 | Paris     | FRA  | letzte 16     | Halbfinale    | Viertelfinale |      |